# David Crouse
David Crouse (10 agosto 1974) è un ex cestista statunitense con cittadinanza messicana.

## Carriera
Con il Messico ha disputato due edizioni dei Campionati americani (2001, 2005).